# António Pinho Vargas
António Pinho Vargas (ur. 15 sierpnia 1951 w Vila Nova de Gaia) – portugalski kompozytor i pianista jazzowy.

## Życiorys
Ukończył historię na Wydziale Literatury Uniwersytetu w Porto. Studiował grę fortepianową w Konserwatorium w Porto oraz kompozycję w Konserwatorium w Rotterdamie. Od 1991 wykładał kompozycję w Escola Superior de Música w Lizbonie. Od 1994 był doradcą muzycznym w Serralves w Porto, a w latach 1996–1999) – w Centro Cultural de Belém w Lizbonie. Od 2006 jest pracownikiem naukowym w Centrum Studiów Społecznych Uniwersytetu w Coimbrze. W 2010 uzyskał na tymże uniwersytecie doktorat z socjologii kultury.
W 1995 został odznaczony Orderem Infanta Henryka przez prezydenta Portugalii Mário Soaresa.

## Twórczość
W jego muzyce można odnaleźć wiele wpływów, od niejednoznacznie określonego języka atonalnego do pasaży neo-tonalnych. Ceni prostotę i klarowność w strukturalnej budowie utworu. W ostatnim czasie jego idiom rytmiczny stał się bardziej wyrazisty, a harmonia ukierunkowana na tonalność. Jego druga opera Os dias levantados, napisana z okazji 25-lecia rewolucji 1974, jest typowa dla obecnej, bardziej eklektycznej fazy jego twórczości kompozytorskiej .
Skomponował 4 opery, 3 oratoria, utwory orkiestrowe i kameralne, w tym 3 kwartety smyczkowe, utwory wokalne oraz muzykę filmową. Jego ostatnie kompozycje to Requiem (2012), Magnificat (2013), De Profundis (2014), koncert skrzypcowy (2015) i koncert wiolonczelowy (2016). Jako pianista jazzowy i kompozytor nagrał 10 albumów, w tym Solo (2008) i Solo II (2009) oraz Improvisations (2011).